# 萊恩·霍華德
萊恩·詹姆斯·霍華德（Ryan James Howard、1979年11月19日—），生於密蘇里州聖路易是前美國職業棒球大聯盟費城費城人隊的球員。他獲得2006年國家聯盟最有價值球員獎。2006年球季以58支全壘打成為大聯盟全壘打王。生涯出賽325場（原紀錄是基納的376場）、1141個打數（原紀錄是Ken Phelps的1322打數）就打出100支全壘打，是大聯盟最快的記錄。

## 小聯盟時代
在MLB選秀會中以第5輪被費城費城人隊選中，並迅速在小聯盟系統中爬升。2003年及2004年，在高級A的佛羅里達州聯盟及2A的東方聯盟獲得最有價值球員獎。

## 大聯盟

### 2004年-2005年
2004年9月1日，霍華德首次在大聯盟上場，以代打身份替Vicente Padilla出賽。被亞特蘭大勇士投手Jaret Wright轟出局。9月6日，打出在大聯盟的第1支安打。9月11日打出生涯第1支全壘打，投手是紐約大都會的Bartolomé Fortunato。
球季結束後，霍華德打擊率為.282、兩支全壘打及5個打點，亦有5個二壘安打。
2005年球季，霍華德成為吉姆·湯米的替補球員，仍然於大聯盟及小聯盟之間浮沉。7月初，湯米肘部受傷，霍華德成為了先發一壘手。球季結束後，他擊出22支全壘打在大聯盟新人領先。另外，他的.288打擊率及63個打點（僅88場比賽及312個打數）。他成為2005年國家聯盟新人王，是第四位費城人隊球員獲得這個頭銜。
2005年球季後，球隊決定將湯米交易至芝加哥白襪，而換來了阿倫·羅汪德（Aaron Rowand），霍華德穩奪先發一壘手位置。

### 2006年-2007年

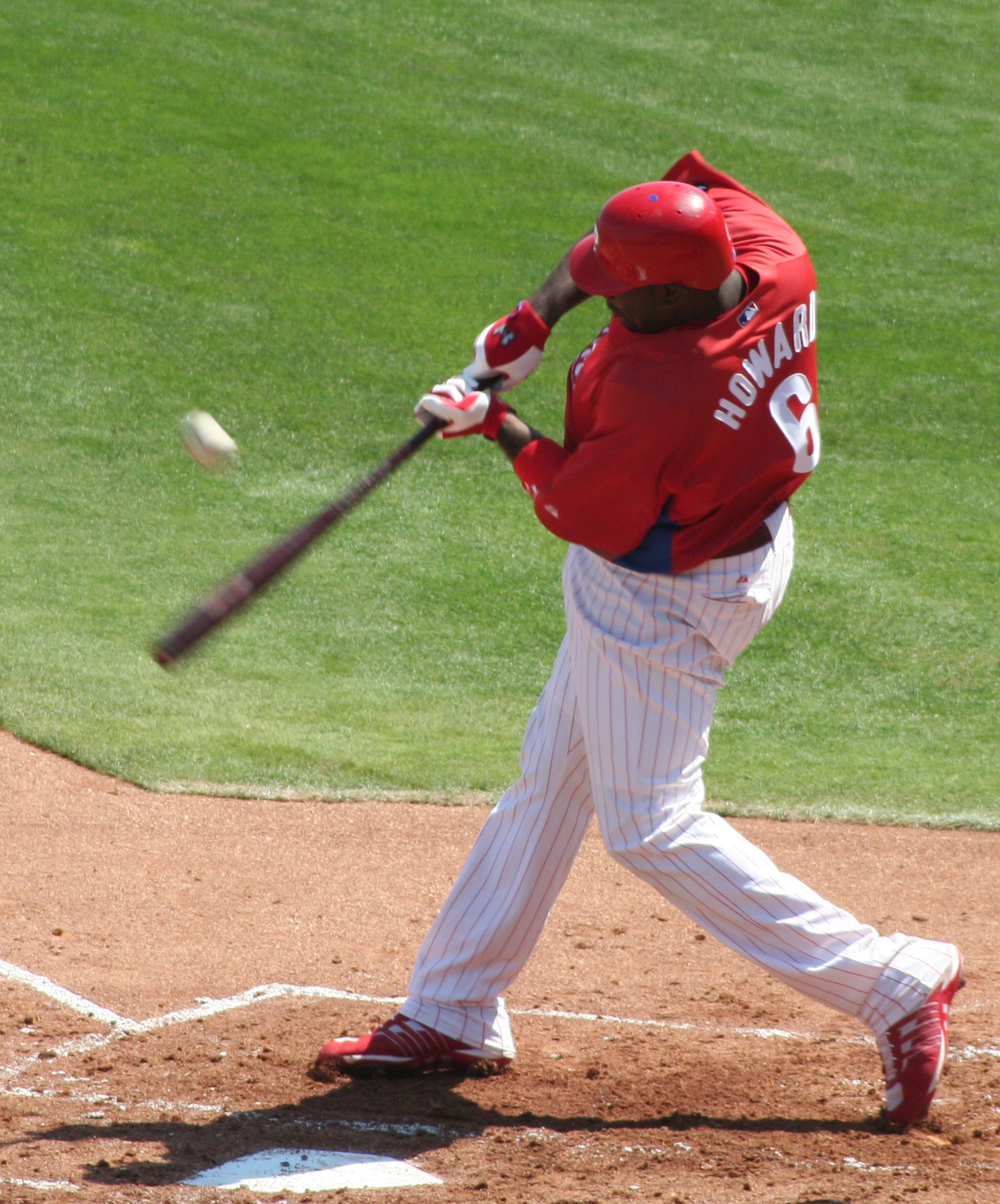
打擊時

2006年4月23日對佛羅里達馬林魚的比賽中擊出一支全壘打首名打進Ashburn Alley的球員。在該場比賽，更是在生涯首次在一場比賽擊出兩支全壘打。。這年也首次入選明星賽，為後備一壘手。他亦參加較早前舉行的全壘打大賽，在最後一輪比賽，擊敗了紐約大都會的大衛·萊特，成為了冠軍。
在8月29日擊出了第48支全壘打，平了麥克·史密特在費城人隊單季全壘打的記錄。8月31日在RFK球場擊出一支全壘打後，打破了史密特的記錄。
9月3日，對亞特蘭大勇士的比賽，打出4支安打，包括3支全壘打。單季全壘打數目突破了50支。在8月的突出表現，9月5日成為了國家聯盟8月最佳球員獎。9月22日，擊出季內第58支全壘打，投手是馬林魚隊的瑞奇·諾拉斯可。同日，被全美棒球記者協會一致選為為麥克·史密特最有價值球員獎。。
10月2日，當選為國聯9月最佳球員獎，自亞伯特·普荷斯成為2003年5月及6月最佳球員以來，第二位連續奪得此獎項的球員。10月10日霍華德被體育新聞雜誌選為2006年最有價值球員。10月25日成為國聯漢克阿倫獎得主。11月，前往日本參與日美棒球比賽，成為了比賽中的最有價值球員。11月10日，榮獲國聯銀棒獎（一壘手）。11月25日贏得了國家聯盟最有價值球員。卡爾·小瑞普肯以來第二位以取得新人王後隔年MVP的球員。
2007年球季，與費城人簽下1年90萬美元的合約
。
2007年6月27日，擊出生涯第100支全壘打，他僅以325場比賽，打破了以最少場數擊出100支全壘打的球員，較舊記錄少60場。2007年沒有入選明星賽，但仍參與全壘打大賽，不過在第一輪比賽只打出兩支全壘打被淘汰出局。
明星賽後，曾因為接受手術被列入傷兵名單。7月25日，霍華德在第14局擊出全壘打，協助球隊擊敗華盛頓國民。9月27日對亞特蘭大勇士比賽中，他以197個三振打破了Adam Dunn單季三振出局的記錄。球季結束後，三振數達199次。2007年球季的打擊率為.268、47支全壘打及136個打點，協助球隊自1993年以來參與季後賽，在分區賽中，被科羅拉多落磯淘汰。

### 2008-2009年
霍華德在2009年國家聯盟冠軍賽，協助費城人連續兩年晉身世界大賽，成為國聯冠軍賽最有價值球員，贏得首個個人季後賽獎項。在2009年費城人再次打進世界大賽，但卻在賽事中合共13次被三振，打破了Willie Wilson的12次三振的紀錄。

### 2010年
4月26日，霍華德與球隊續約，價值1億2600萬美元，為期5年。6月25日，霍華德首次在對多倫多藍鳥的跨聯盟賽事中以指定打擊先發。9月8日霍華德擊出第250支全壘打 。在9月18日做出季內第30支全壘打，連續五個球季造出30支全壘打及100個打點。

### 2011年
9月18日，完成今年第30號全壘打，連續六個球季造出30支全壘打及100個打點。自從上大聯盟以後，累積的打點跟全壘打總數是所有球星之最。
這個球季，霍華德的全壘打率（AB/HR）是16.88，只比去年17.74來得較好，是生涯第二差的成績。
然而，2011年面對紅雀的NLDS，成為霍華德生涯急轉直下的轉捩點。系列戰5場比賽合計打回6分打點，但僅僅19支2、遭到6次三振。但最悲劇的是，霍華德還在最後一個打席，左腳阿基里斯腱斷裂，使他可能錯過接下來的2年賽事。

### 2012年後：衰退
雖然霍華德成功回到球場，身手卻已不如當年。因為腳傷的關係，霍華德的跑壘連同守備能力大幅衰退。在防守範圍大幅萎縮下，他只能依賴長打維持身價。但長期偏好拉打的習慣使防守方逐漸以加強一二壘側的守備因應，霍華德的打擊亦難有突破，從此一蹶不振直到2016年合約結束。
2017年，霍華德和亞特蘭大勇士簽下小聯盟合約，試圖東山再起，但他的狀況依然不佳。
2018年9月5日，霍華德在大聯盟初登板14周年紀念日宣布退休。

## 職棒生涯成績
| 年度 | 球隊     | 出賽 | 打數 | 打點 | 得分 | 安打 | 二壘打 | 三壘打 | 全壘打 | 四死 | 三振 | 盜壘 | 上壘率 | 長打率 | 打擊率 |
| 2004 | 費城人隊 | 19   | 39   | 5    | 5    | 11   | 5      | 0      | 2      | 2    | 13   | 0    | .333   | .564   | .282   |
| 2005 | 費城人隊 | 88   | 312  | 63   | 52   | 90   | 17     | 2      | 22     | 33   | 100  | 0    | .356   | .567   | .288   |
| 2006 | 費城人隊 | 159  | 581  | 149  | 104  | 182  | 25     | 1      | 58     | 108  | 181  | 0    | .425   | .659   | .313   |
| 2007 | 費城人隊 | 144  | 529  | 136  | 94   | 142  | 26     | 0      | 47     | 107  | 199  | 1    | .392   | .584   | .268   |
| 2008 | 費城人隊 | 162  | 610  | 146  | 105  | 153  | 26     | 4      | 48     | 81   | 199  | 1    | .339   | .543   | .251   |
| 2009 | 費城人隊 | 160  | 616  | 141  | 105  | 172  | 37     | 4      | 45     | 75   | 186  | 8    | .360   | .571   | .279   |
| 合計 | 6年      | 732  | 2687 | 640  | 465  | 750  | 136    | 11     | 222    | 406  | 878  | 10   | .376   | .586   | .279   |